# 209型潜水艦
209型潜水艦は、ドイツのホヴァルツヴェルケ＝ドイツ造船社により開発された通常動力型潜水艦。輸出用であり、1967年のギリシャとの契約以後、14カ国に対し、50隻以上が輸出されている。

## 来歴
1960年代後半、GUPPY改修を受けたアメリカ海軍の第二次世界大戦型潜水艦、あるいは戦後に売却されたイギリス製潜水艦は、老朽化の問題に直面しつつあった。これらの艦は世界中で多数が運用されており、これを更新することは至急の課題であると同時に、大きな商機であった。これらの更新用としては、イギリスのオベロン級、フランスのダフネ級、ソ連のフォックストロット型などがあったが、いずれもやや大型であり、また運用コストも高くつくことから、中小国海軍には不適であった。
一方、西ドイツは1960年代初頭より潜水艦の開発を再開しており、1962年には201型、1967年にはその発展型である205型が就役を開始していた。205型は、西ドイツ海軍（当時）に対して課せられていた排水量の制限をクリアするために、各種の独創的なコンセプトを導入しており、一方、仮に輸出用潜水艦を開発する場合には、西ドイツ海軍に対して課せられていた排水量の制限にこだわる必要はないことから、205型をベースとした輸出用潜水艦であれば、他国の潜水艦よりも小型でありながら高性能の潜水艦が開発できるものと考えられた。このことから、205型の開発を担当していたIKL (Ingenieurkontor Lübeck) 社およびHDW社は、その技術をもとにして輸出用潜水艦を開発することとした。この輸出用潜水艦に対し、ドイツ国防省は209型の名前を与えた。

## 設計と装備

### 船体
本型は、単殻構造の耐圧殻の上に非耐圧の上部構造を乗せた設計を採用しており、耐圧殻は内部に耐圧横隔壁を持たない耐圧1区画構造となっている。上部構造の大きさは艦級によって異なり、ほぼ全長にわたるものから、セイル直後で終わっているものもある。
本型は、有名な戦中型のUボートXXI型と同様の水中高速型船型を採用している。艦首はマッコウクジラ状となっており、アメリカがアルバコア (AGSS-569)で開発して各国が追随した球状艦首は採用されていない。ただし、本型の発展型として市場に投入された214型では、球状に近い整形がなされている。
なお、本型は、顧客の予算と想定される任務に応じて、1100型、1200型、1300型、1400型、1500型のサブタイプがある。これは、最初に開発された1100型を基本として順次大型のものを開発していったものであるが、いずれも基本的な構造は同様である。

### 機関
本型において、2009年現在までに建造された艦は、いずれも、主機構成としてはMTU社製ディーゼルエンジン 4基とシーメンス社製電動機 1基によるディーゼル・エレクトリック方式を採用している。ただし艦級に応じて、その出力は異なっている。アルゼンチン海軍のカルロス・カストロ・デマラ退役中将によれば、フォークランド紛争に投入された本級は静粛性に優れ、よくイギリス側の探知を逃れ、また燃費にも優れていたという。
また、HDW社では、既存の209型に改装工事によって挿入できる非大気依存推進 (AIP) システムを開発している。その選択肢としては、HDW社自身が開発して212A型や214型に搭載しているのと同様の燃料電池システムに加え、スウェーデン・コックムス社が開発して既に実績を積んでいるスターリングエンジンも用意されている。

### 電子装備
ソナー・システム、レーダー・システムおよびC4Iシステムは、本型のなかでも艦級に応じてもっとも差異の大きい部分である。
209型の多くは、STN アトラス (STN Atlas)社製、CSU/PRSシリーズのソナー・システムを採用している。例えば、最初に発注された209型であるギリシャ海軍のグラフコス級潜水艦 (209/1100型) では、DBSQS-21ソナーとフランク・アレイ・ソナー、DUUX-2パッシブ・ソナーから構成されるCSU-83-90統合ソナー・システムを搭載した。
また、2009年現在でもっとも新しい209型であるヒロイン級潜水艦 (209/1400M型)では、やはり同社製のCSU-90を搭載しているが、これは、水中攻撃指揮装置などと合わせた統合戦闘システムとしてISUS-90を構成するほか、非貫通型潜望鏡を装備する。

### 攻撃装備
本型の原型となった205型は、魚雷発射管を先込め式で再装填機構を持たないものとするという思い切った手法により、攻撃装備を大幅に簡素化することに成功した。しかし、排水量にして3倍以上にまで大型化した本型においては、通常通りに発射管尾より再装填できるようになっており、各発射管には次発装填装置が取り付けられている。ただし、ブラジル海軍のトゥピ級 (209/1400型) を除くすべての209型では、再装填用の魚雷は6発しか搭載されていないため、発射管内に装填された魚雷とあわせて合計搭載量は14発となる。トゥピ級 (209/1400型)のみは8発を搭載しているので、兵装搭載量は合計で16発である。ここに搭載される魚雷としては、多くの国は、ドイツ・アトラス社製のSUT魚雷と、アメリカ製のNT37魚雷を使用している。また、チリやインドネシア艦ではブラック・シャークを使用する。なお、上述のデマラ退役中将によれば、本級は予備魚雷が発射管室床下に格納されている点が問題で、フォークランド紛争時にはいったん海底に鎮座したうえ、ベッドを片付けて床板を外し、手動で魚雷を吊り上げて装填する必要があり手間がかかったという。
また、艦級によっては、サブ・ハープーンの運用能力が与えられていることがある。これは、魚雷発射管から射出される水中発射式の対艦ミサイルで、長距離の対水上火力として強力な打撃力となるが、発射時に自艦の位置を暴露することから、潜水艦の艦長には必ずしも好まれていない。
なお、この魚雷発射管は、205型と同様の魚雷自走発射（スイムアウト）式である。これにより、魚雷発射時に発生する雑音は低減され、さらに、水圧により発射するための機構が必要ないので、設備も軽量化できる。ただし、自走式以外の魚雷を発射できないという欠点を有していることから、209型向けとして、外装式で着脱できる魚雷運搬コンテナが開発されている。

## 運用状況
| 型名      | 級名                                    | 運用者           | 隻数 | 就役期間 | 備考 |
| --------- | --------------------------------------- | ---------------- | ---- | -------- | --- |
| 209/1100  | グラフコス (S-110 Glavkos)              | ギリシャ海軍     | 4隻  | 1971年～ | 1993年より近代化改修。 |
| 209/1200  | サルタ (S-31 Salta)                     | アルゼンチン海軍 | 2隻  | 1974年～ | 2番艦のサン・ルイスは1982年のフォークランド紛争に参戦。第二次世界大戦後、唯一実戦投入されたUボートとなった。2019年にブラジル海軍から2隻の譲渡を受け、2020年中に再就役させる予定。 |
| 209/1200  | ピハオ (SS-28 Pijao)                    | コロンビア海軍   | 2隻  | 1975年～ | |
| 209/1200  | アンガモス (SS-31 Angamos)              | ペルー海軍       | 6隻  | 1980年～ | |
| 209/1200  | アイ(Ay class; S-347 Atilay)            | トルコ海軍       | 6隻  | 1976年～ | AIP推進付加を含む近代化改修はキャンセルされ、限定的な改修に留まることになった。一部は214型により代替予定。                                                                        |
| 209/1300  | サバロ (S-31 Sabalo)                    | ベネズエラ海軍   | 2隻  | 1976年～ | 2隻の追加発注計画は頓挫。 |
| 209/1300  | シリ (S-11/101 Shyri)                   | エクアドル海軍   | 2隻  | 1977年～ | 1983～84年および1999～2000年に2度の近代化改修。2003年に1番艦で火災、大破。 |
| 209/1200  | ポセイドン (S-116 Poseidon)             | ギリシャ海軍     | 4隻  | 1979年～ | 2004年より近代化改修によるAIP増設の計画があったが、財政難のため S-119 Okeanos の改修が完了したところで中止となった。                                                              |
| 209/1300  | チャクラ (401 Cakra)                    | インドネシア海軍 | 2隻  | 1981年～ | 韓国より209/1200型を追加購入する計画。2021年4月21日、当局はバリ島沖で訓練中だった 402 Nanggala が消息を絶ったと発表。                                                             |
| 209/1400  | トムソン (S-20 Thomson)                 | チリ海軍         | 2隻  | 1984年～ | 1990年ごろに近代化改装。2022年から2023年にかけて、OSIマリタイムシステムズ製の戦術潜航航法システム（TDNS）の搭載改修。後継艦はスコルペヌ型。                                       |
| 209/1500  | シシュマール (S-44 Shishhumar)          | インド海軍       | 4隻  | 1986年～ | 最大級の209型潜水艦。近代化改修済みであるが、更なるAIP推進付加を含む近代化改修の計画がある。                                                                                      |
| 209/1400  | トゥピ (S-30 Tupi)                      | ブラジル海軍     | 4隻  | 1989年～ | さらに発展型としてS-34 Tikunaが2005年に就役。2019年、リアシュエロ級潜水艦の配備に伴い余剰となった2隻をアルゼンチン海軍に譲渡した。                                                |
| 209/1200  | 張保皐 (SS-061 Jang Bogo)               | 大韓民国海軍     | 9隻  | 1993年～ | 当初は18隻の建造を計画していたが、整備計画は214型に移行。 |
| 209/1400  | プレヴェゼ(Preveze class; S-347 Atilay) | トルコ海軍       | 8隻  | 1994年～ | 2003年就役の5番艦以降をGür classと称し、別クラスとして扱う場合も見られる。 |
| 209/1400  | S41                                     | エジプト海軍     | 4隻  | 2017年～ | |
| 209/1400M | ヒロイン級潜水艦)                       | 南アフリカ海軍   | 3隻  | 2005年～ | AIPを搭載しない以外は214型にほぼ準じる。 |
| 209PN     | トリデンテ                              | ポルトガル海軍   | 2隻  | 2010年～ | 名称こそ209型だが214型にほぼ準ずることから214型の派生型と見る向きが多い。 |

## 個々の艦
| 国               | 艦級              | 形式    | 船台番号 | 艦名               | 就役 | 退役           |
| ---------------- | ----------------- | ------- | -------- | ------------------ | ---- | -------------- |
| アルゼンチン     | サルタ 級         | 1100    | S-31     | Salta              | 1974 |                |
| アルゼンチン     | サルタ 級         | 1100    | S-32     | San Luis           | 1974 | 1997           |
| ブラジル         | トゥピ 級         | 1400    | S-30     | Tupi               | 1989 |                |
| ブラジル         | トゥピ 級         | 1400    | S-31     | Tamoio             | 1994 |                |
| ブラジル         | トゥピ 級         | 1400    | S-32     | Timbira            | 1996 |                |
| ブラジル         | トゥピ 級         | 1400    | S-33     | Tapajó             | 1999 |                |
| ブラジル         | トゥピ 級         | 1400mod | S-34     | Tikuna             | 2005 |                |
| チリ             | トムソン 級       | 1400L   | SS-20    | Thomson            | 1984 |                |
| チリ             | トムソン 級       | 1400L   | SS-21    | Simpson            | 1984 |                |
| コロンビア       | ピハオ 級         | 1200    | S-28     | Pijao              | 1975 |                |
| コロンビア       | ピハオ 級         | 1200    | S-29     | Tayrona            | 1975 |                |
| ベネズエラ       | サバロ 級         | 1300    | S-31     | Sabalo             | 1976 |                |
| ベネズエラ       | サバロ 級         | 1300    | S-32     | Caribe             | 1977 |                |
| エクアドル       | シリ 級           | 1300    | S101     | Shyri              | 1977 |                |
| エクアドル       | シリ 級           | 1300    | S102     | Huancavilca        | 1978 |                |
| ギリシャ         | グラフコス 級     | 1100    | S-110    | Glavkos            | 1971 | 2011年6月9日   |
| ギリシャ         | グラフコス 級     | 1100    | S-111    | ネーレウス         | 1972 |                |
| ギリシャ         | グラフコス 級     | 1100    | S-112    | トリトン           | 1972 |                |
| ギリシャ         | グラフコス 級     | 1100    | S-113    | プロテウス         | 1972 |                |
| ギリシャ         | ポセイドン 級     | 1200    | S-116    | ポセイドン         | 1979 |                |
| ギリシャ         | ポセイドン 級     | 1200    | S-117    | Amfitriti          | 1979 |                |
| ギリシャ         | ポセイドン 級     | 1200    | S-118    | Okeanos            | 1979 |                |
| ギリシャ         | ポセイドン 級     | 1200    | S-119    | Pontos             | 1979 |                |
| インド           | シシュマール 級   | 1500    | S44      | シシュマール       | 1986 |                |
| インド           | シシュマール 級   | 1500    | S45      | シャンクシュ       | 1986 |                |
| インド           | シシュマール 級   | 1500    | S46      | シャルキ           | 1992 |                |
| インド           | シシュマール 級   | 1500    | S47      | シャンクル         | 1994 |                |
| インドネシア     | カクラ 級         | 1300    | 401      | カクラ             | 1981 |                |
| インドネシア     | カクラ 級         | 1300    | 402      | ナンガラ           | 1981 |                |
| インドネシア     | ナーガパーシャ 級 | 1400    | 403      | Nagapasa           | 2016 |                |
| インドネシア     | ナーガパーシャ 級 | 1400    | 404      | Ardadedali         | 2017 |                |
| インドネシア     | ナーガパーシャ 級 | 1400    | 405      | Alugoro            | 2019 |                |
| 韓国             | 張保皐 級         | 1200    | SS-061   | 張保皐             | 1993 |                |
| 韓国             | 張保皐 級         | 1200    | SS-062   | 李阡               | 1994 |                |
| 韓国             | 張保皐 級         | 1200    | SS-063   | 崔茂宣             | 1996 |                |
| 韓国             | 張保皐 級         | 1200    | SS-065   | 朴葳               |      |                |
| 韓国             | 張保皐 級         | 1200    | SS-066   | 李従茂             |      |                |
| 韓国             | 張保皐 級         | 1200    | SS-067   | 鄭運               | 1998 |                |
| 韓国             | 張保皐 級         | 1200    | SS-068   | 李純信             | 2000 |                |
| 韓国             | 張保皐 級         | 1200    | SS-069   | 羅大用             | 2000 |                |
| 韓国             | 張保皐 級         | 1200    | SS-071   | 李億祺             | 2001 |                |
| ペルー           | アンガモス 級     | 1200    | SS-31    | Angamos ex-Casma   | 1980 |                |
| ペルー           | アンガモス 級     | 1200    | SS-32    | Antofagasta        | 1980 |                |
| ペルー           | アンガモス 級     | 1200    | SS-33    | Pisagua ex-Blume   | 1982 |                |
| ペルー           | アンガモス 級     | 1200    | SS-34    | Chipana ex-Pisagua | 1983 |                |
| ペルー           | イスレイ 級       | 1100    | SS-35    | Islay              | 1975 |                |
| ペルー           | イスレイ 級       | 1100    | SS-36    | Arica              | 1975 |                |
| トルコ           | アトゥライ 級     | 1200    | S-347    | Atilay             | 1976 | 2016年11月30日 |
| トルコ           | アトゥライ 級     | 1200    | S-348    | Saldiray           | 1977 |                |
| トルコ           | アトゥライ 級     | 1200    | S-349    | Batiray            | 1978 |                |
| トルコ           | アトゥライ 級     | 1200    | S-350    | Yildiray           | 1981 |                |
| トルコ           | アトゥライ 級     | 1200    | S-351    | Doganay            | 1984 |                |
| トルコ           | アトゥライ 級     | 1200    | S-352    | Dolunay            | 1989 |                |
| トルコ           | プレヴェゼ 級     | T1.1400 | S-353    | Preveze            | 1994 |                |
| トルコ           | プレヴェゼ 級     | T1.1400 | S-354    | Sakarya            | 1995 |                |
| トルコ           | プレヴェゼ 級     | T1.1400 | S-355    | 18 Mart            | 1998 |                |
| トルコ           | プレヴェゼ 級     | T1.1400 | S-356    | Anafartalar        | 1999 |                |
| トルコ           | ギュル 級         | T2.1400 | S-357    | Gür                | 2003 |                |
| トルコ           | ギュル 級         | T2.1400 | S-358    | Canakkale          | 2005 |                |
| トルコ           | ギュル 級         | T2.1400 | S-359    | Burakreis          | 2006 |                |
| トルコ           | ギュル 級         | T2.1400 | S-360    | Birinci Inönü      | 2007 |                |
| 南アフリカ共和国 | ヒロイン 級       | 1400mod | S101     | 'Manthatisi        | 2005 |                |
| 南アフリカ共和国 | ヒロイン 級       | 1400mod | S102     | Charlotte Maxeke   | 2007 |                |
| 南アフリカ共和国 | ヒロイン 級       | 1400mod | S103     | Queen Modjadji I   | 2008 |                |
| エジプト         | S41 級            | 1400mod | 861      | S41                | 2017 |                |
| エジプト         | S41 級            | 1400mod | 864      | S42                | 2017 |                |
| エジプト         | S41 級            | 1400mod | 867      | S43                | 2020 |                |
| エジプト         | S41 級            | 1400mod | 870      | S44                | 2021 |                |

## 要目
|              | 209/1100                                                               | 209/1200                                                               | 209/1300                                                               | 209/1400                                                               | 209/1500                                                               |
| ------------ | ---------------------------------------------------------------------- | ---------------------------------------------------------------------- | ---------------------------------------------------------------------- | ---------------------------------------------------------------------- | ---------------------------------------------------------------------- |
| 水中排水量   | 1,207 t                                                                | 1,285 t                                                                | 1,390 t                                                                | 1,586 t 1,594t（1400M）                                                | 1,810 t                                                                |
| 寸法         | 54.1 x 6.2 x 5.9 m                                                     | 55.9 x 6.3 x 5.5 m                                                     | 59.5 x 6.2 x 5.5 m                                                     | 61.2 x 6.25 x 5.5 m                                                    | 64.4 x 6.5 x 6.2 m                                                     |
| 機関         | ディーゼル・エレクトリック方式                                         | ディーゼル・エレクトリック方式                                         | ディーゼル・エレクトリック方式                                         | ディーゼル・エレクトリック方式                                         | ディーゼル・エレクトリック方式                                         |
| 機関         | ディーゼル機関 x 4（5,000 shp）                                        | ディーゼル機関 x 4（5,000 shp）                                        | ディーゼル機関 x 4（5,000 shp）                                        | ディーゼル機関 x 4（5,000 shp）                                        | ディーゼル機関 x 4（6,100 shp）                                        |
| 機関         | 120 セル蓄電池 x 4                                                     | 120 セル蓄電池 x 4                                                     | 120 セル蓄電池 x 4                                                     | 120 セル蓄電池 x 4                                                     | 132 セル蓄電池 x 4                                                     |
| 速力         | 水上11 kt                                                              | 水上11 kt                                                              | 水上11 kt                                                              | 水上11 kt                                                              | 水上11.5 kt                                                            |
| 速力         | 水中21.5 kt                                                            | 水中21.5 kt                                                            | 水中21.5 kt                                                            | 水中21.5 kt                                                            | 水中22.5 kt                                                            |
| 航続距離     | 水上10,000 nm / 10 kt                                                  | 水上10,000 nm / 10 kt                                                  | 水上10,000 nm / 10 kt                                                  | 水上10,000 nm / 10 kt                                                  | 水上10,000 nm / 10 kt                                                  |
| 航続距離     | 水中400 nm / 4 kt                                                      |                                                                        |                                                                        |                                                                        |                                                                        |
| 最大行動時間 | 50 日                                                                  | 50 日                                                                  | 50 日                                                                  | 50 日                                                                  | 50 日                                                                  |
| 最大深度     | 500 m                                                                  | 500 m                                                                  | 500 m                                                                  | 500 m                                                                  | 500 m                                                                  |
| 兵装         | 533mm魚雷発射管 × 8（魚雷 x 14）、一部艦級ではサブ・ハープーン搭載可能 | 533mm魚雷発射管 × 8（魚雷 x 14）、一部艦級ではサブ・ハープーン搭載可能 | 533mm魚雷発射管 × 8（魚雷 x 14）、一部艦級ではサブ・ハープーン搭載可能 | 533mm魚雷発射管 × 8（魚雷 x 14）、一部艦級ではサブ・ハープーン搭載可能 | 533mm魚雷発射管 × 8（魚雷 x 14）、一部艦級ではサブ・ハープーン搭載可能 |
| 乗員         | 31 名                                                                  | 33 名                                                                  | 33 名                                                                  | 30 名                                                                  | 36 名                                                                  |